# Прощальне звернення Джорджа Вашингтона
Прощальне звернення Вашингтона (англ. Washington's Farewell Address) — це лист, написаний американським президентом Джорджем Вашингтоном як прощальне слово «друзям і співгромадянам» після 20 років державної служби Сполучених Штатів. Він написав його наприкінці свого другого терміну президентства перед тим, як піти на пенсію й повернутися у свій дім у Маунт-Вернон у Вірджинії.
Лист був вперше опублікований як «Звернення Вашингтона до народу Америки про його відмову від президентства Сполучених Штатів» (англ. The Address of Gen. Washington to the People of America on His Declining the Presidency of the United States) у Claypoole's American Daily Advertiser 19 вересня 1796 року, приблизно за десять тижнів до того, як президентські виборці віддадуть свої голоси на виборах 1796 року. Це класичне твердження республіканізму, яке попереджає американців про політичні небезпеки, яких вони повинні уникати, щоб залишатися вірними своїм цінностям. Його майже одразу передрукували в газетах по всій країні, а згодом видали у формі брошури.
Перший проект був спочатку підготовлений Джеймсом Медісоном у червні 1792 року, коли Вашингтон планував піти у відставку після закінчення свого першого терміну перебування на посаді. Однак він відклав це і балотувався на другий термін через гострі суперечки між міністром фінансів Олександром Гамільтоном і держсекретарем Томасом Джефферсоном, які переконали Вашингтона, що зростання напруженості розірве країну без його керівництва. Це включало стан закордонних справ і розбіжності між новоствореними федералістською та демократично-республіканською партіями.
Коли через чотири роки закінчився його другий термін, Вашингтон за допомогою Гамільтона підготував перегляд оригінального листа, щоб написати нове прощальне звернення, щоб оголосити про свій намір відмовитися від третього терміну на посаді. Він розмірковує про нові проблеми американського політичного ландшафту в 1796 році, висловлює свою підтримку уряду через вісім років після прийняття Конституції, захищає результати своєї адміністрації та дає прощальні поради американському народу. Лист також намагався возз'єднати країну, яка частково обернулася проти Вашингтона після суперечливого Джейського договору 1794 року.

## Огляд

1796 портрет Джорджа Вашингтона роботи Гілберта Стюарта

Думка про Сполучені Штати без Джорджа Вашингтона як президента викликала занепокоєння багатьох американців. Томас Джефферсон не погоджувався з багатьма політиками президента і пізніше очолив Демократично-республіканську опозицію до багатьох політик федералістів, але він приєднався до свого політичного суперника Олександра Гамільтона — лідера федералістів — у переконанні президента відкласти свою відставку і піти на другий термін. Обидва чоловіки боялися, що без його керівництва країна буде розірвана на частини. Скоріш за все, Вашингтон мав на увазі саме це, коли сказав американському народу, що хотів піти у відставку перед останніми виборами, але його переконали люди, які, за його словами, "мають право на мою довіру", що це його обов'язок — служити другий термін.  Усі ідеї, представлені у прощальному зверненні Вашингтона, народжені Вашингтоном; однак більшу частину написав Олександр Гамільтон.
Вашингтон намагався переконати американський народ у тому, що в його службі більше немає необхідності, сказавши їм, як і в своїй першій інавгураційній промові, що він щиро вірить у те, що ніколи не був гідним бути президентом. За його словами, якщо він і досяг чогось за час свого президентства, то лише завдяки їхній підтримці та зусиллям, спрямованим на те, щоб допомогти країні вижити і процвітати. Незважаючи на його впевненість у тому, що країна виживе без його керівництва, Вашингтон використав більшу частину листа, щоб дати поради як "прощальний друг" щодо того, що, на його думку, є найбільшими загрозами для нації. 

### Єдність і відокремлення
Звернення виражає розуміння Вашингтоном республіканізму, стверджуючи народний уряд і попереджаючи про загрози «республіканській свободі».  Він починає свої застереження американському народові, підкреслюючи, що його незалежність, мир всередині країни і за кордоном, безпека, процвітання і свобода залежать від єдності між штатами. Він попереджає, що союз штатів, створений Конституцією, буде піддаватися найбільш частим і цілеспрямованим нападам з боку зовнішніх і внутрішніх ворогів країни. Він застерігає американський народ з підозрою ставитися до будь-кого, хто прагне вийти з Союзу, відокремити частину країни від решти або послабити узи, що скріплюють конституційний союз. Щоб сприяти зміцненню Союзу, він закликає людей поставити свою ідентичність як американців вище за ідентичність як членів штату, міста чи регіону, і зосередити свої зусилля і любов на країні вище за всі інші місцеві інтереси. Він нагадує людям, що вони мають не більше, ніж незначні відмінності в релігії, манерах, звичках і політичних принципах, і що їхній тріумф і володіння незалежністю і свободою є результатом спільної роботи.
Вашингтон продовжує висловлювати свою підтримку Союзу, наводячи приклади того, як, на його думку, країна, її регіони та народ вже отримують вигоду від єдності, яку вони зараз поділяють. Потім він дивиться в майбутнє, вірячи, що об'єднані зусилля і ресурси народу захистять країну від зовнішніх нападів і дозволять уникнути воєн між сусідніми державами, які часто трапляються через суперництво і конкурентні відносини з іншими країнами. Він стверджує, що безпека, яку забезпечує Союз, також дозволить Сполученим Штатам уникнути створення надмірно розрослої армії, яка, на його думку, становить велику загрозу для свободи, особливо республіканської свободи, яку створили Сполучені Штати.
Далі Вашингтон застерігає американський народ ставити під сумнів приховані мотиви будь-якої особи чи групи осіб, які стверджують, що земля в межах кордонів Сполучених Штатів занадто велика, щоб нею можна було управляти як республікою (цей аргумент багато хто висував під час дебатів щодо запропонованої купівлі території Луїзіани), закликаючи народ дати експерименту з великою республікою шанс запрацювати, перш ніж вирішувати, що він не може бути здійснений. Потім він робить рішучі попередження про небезпеку сепаратизму, стверджуючи, що справжні мотиви сепаратистів полягають у створенні недовіри або суперництва між регіонами і людьми, щоб отримати владу і взяти під свій контроль уряд. Вашингтон вказує на Договір Джея та Договір Пінкні, які встановили кордони західних територій США між іспанською Мексикою та британською Канадою і закріпили права західних фермерів на перевезення товарів річкою Міссісіпі до Нового Орлеана. Він розглядає ці договори як доказ того, що східні штати уздовж Атлантичного узбережжя і федеральний уряд дбають про добробут усього американського народу і можуть домогтися справедливого ставлення до себе з боку іноземних держав як об'єднана нація. 

### Конституція та політичні фракції

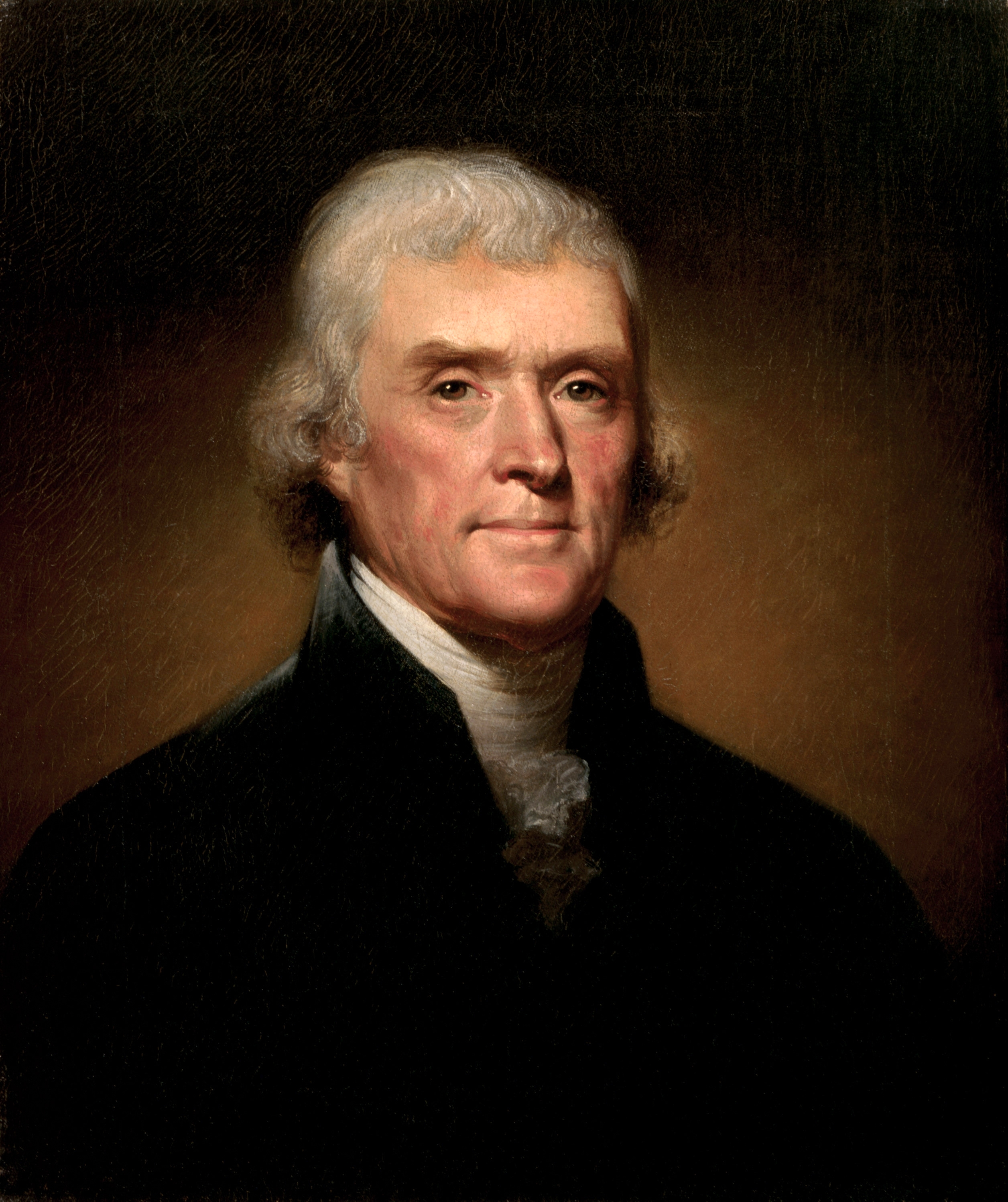
Томас Джефферсон, засновник Демократично-республіканської партії

Далі Вашингтон заявляє про свою підтримку нового конституційного уряду, називаючи його вдосконаленням початкової спроби нації в статтях Конфедерації . Він нагадує людям, що люди мають право змінювати уряд відповідно до своїх потреб, але це має відбуватися лише шляхом внесення змін до Конституції. Він підкріплює це переконання, стверджуючи, що насильницьких захоплень уряду слід уникати за будь-яку ціну і що обов’язком кожного члена республіки є дотримання конституції та підкорення законам уряду, доки до неї не будуть внесені конституційні поправки. більшість американського народу. 
Вашингтон попереджає людей, що політичні фракції можуть намагатися перешкоджати виконанню законів, створених урядом, або перешкоджати гілкам влади виконувати повноваження, надані їм конституцією. Такі фракції можуть стверджувати, що намагаються відповісти на вимоги населення чи вирішити нагальні проблеми, але їхні справжні наміри полягають у тому, щоб забрати владу у людей і передати її в руки несправедливих людей. 
Вашингтон закликає американський народ змінити Конституцію лише шляхом внесення поправок, але потім він попереджає їх, що групи, які прагнуть повалити уряд, можуть спробувати ухвалити конституційні поправки, щоб послабити уряд до такого рівня, коли він не зможе захистити себе від політичних угруповань, свої закони та захищати права та власність людей. У результаті він закликає дати уряду час, щоб реалізувати свій повний потенціал, і вносити зміни до конституції лише після того, як тривалий час і роздуми доведуть, що це справді необхідно, замість того, щоб просто вносити зміни на основі думок і гіпотез на даний момент. . . . 

### Політичні партії

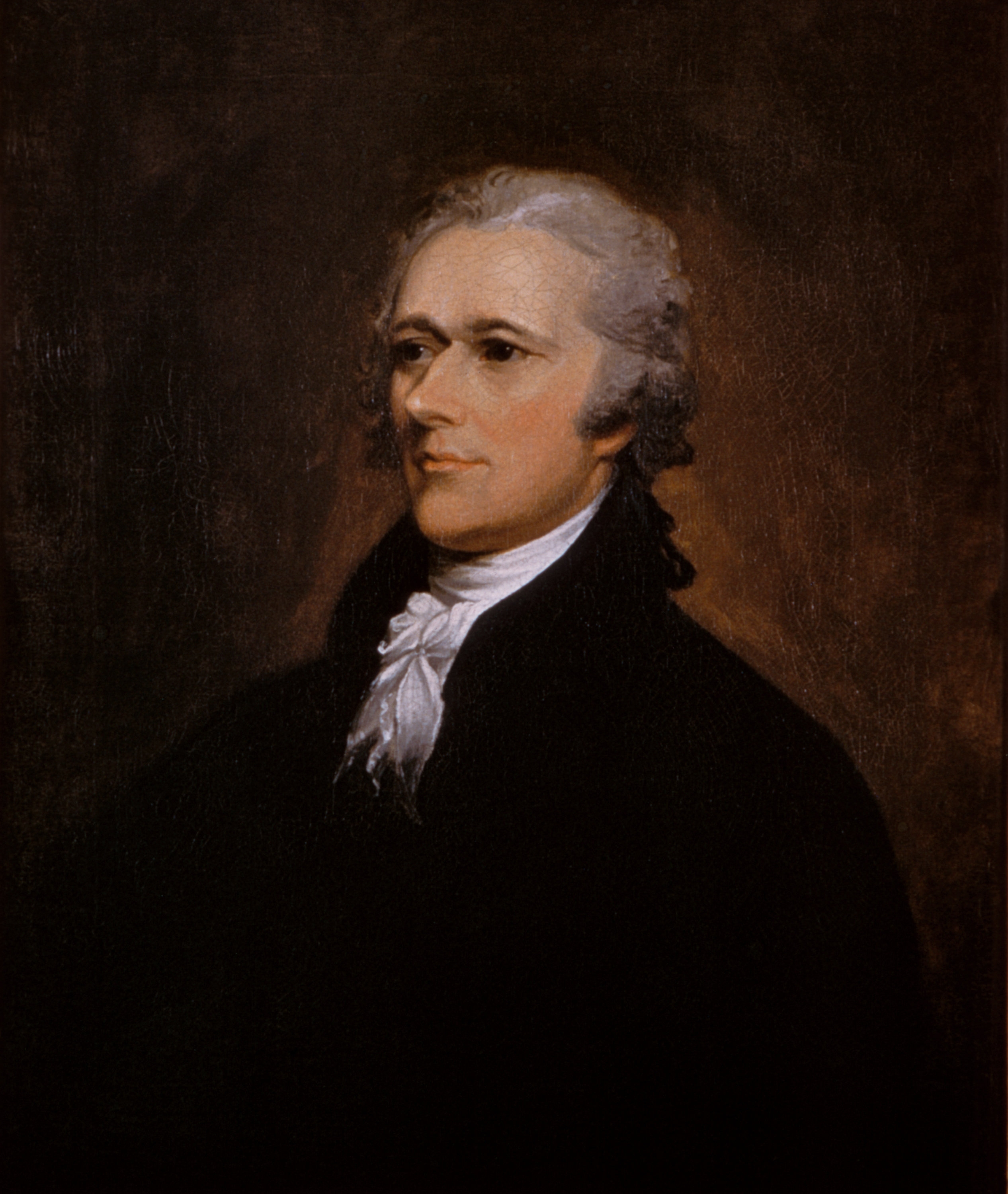
Олександр Гамільтон, засновник федералістської партії

Вашингтон продовжує просувати свою ідею про небезпеку сецесіонізму та розширює своє застереження, включаючи небезпеку політичних партій для країни в цілому. Ці застереження зроблені в контексті нещодавнього зростання двох протиборчих партій в уряді — Демократично-республіканської партії на чолі з Джефферсоном і Федералістичної партії Гамільтона. Вашингтон намагався зберігати нейтралітет під час конфлікту між Британією та Францією, спричиненого Французькою революцією, тоді як Демократично-республіканці докладали зусиль, щоб приєднатися до Франції, а федералісти доклали зусиль до союзу з Великою Британією.
Вашингтон визнає, що для людей є природним організовуватися та діяти в таких групах, як політичні партії, але він також стверджує, що кожен уряд визнає політичні партії ворогами та намагається придушити їх через їхню тенденцію домагатися більшої влади, ніж інші групи. і помститися політичним опонентам.  Він вважає, що розбіжності між політичними партіями послабили уряд.
Більше того, він стверджує, що «почергове панування» однієї партії над іншою та спільні спроби помститися своїм опонентам призвели до жахливих звірств і «саме по собі є жахливим деспотизмом. Але це зрештою веде до більш формального та постійного деспотизму». З точки зору та судження Вашингтона, політичні партії врешті-решт «поступово схиляють уми людей до пошуку безпеки … в абсолютній владі окремої людини»,  що призводить до деспотизму. Він визнає той факт, що партії іноді є корисними для просування свободи в монархіях, але він стверджує, що політичні партії повинні бути стримані в всенародно обраному уряді через їхню тенденцію відволікати уряд від своїх обов’язків, створювати безпідставну заздрість серед груп і регіонів, підвищувати фальшиві тривоги серед людей, сприяють заворушенням і повстанням і надають іноземним державам і інтересам доступ до уряду, де вони можуть нав’язувати свою волю країні.

### Стримування та противаги та поділ влади
Вашингтон продовжує захищати Конституцію, заявляючи, що система стримувань і противаг і розподіл влади в ній є важливими засобами запобігання захопленню контролю над країною окремою особою чи групою. Він радить американському народу, якщо він вважає, що необхідно змінити повноваження, надані уряду Конституцією, це слід зробити через конституційні поправки, а не силою.

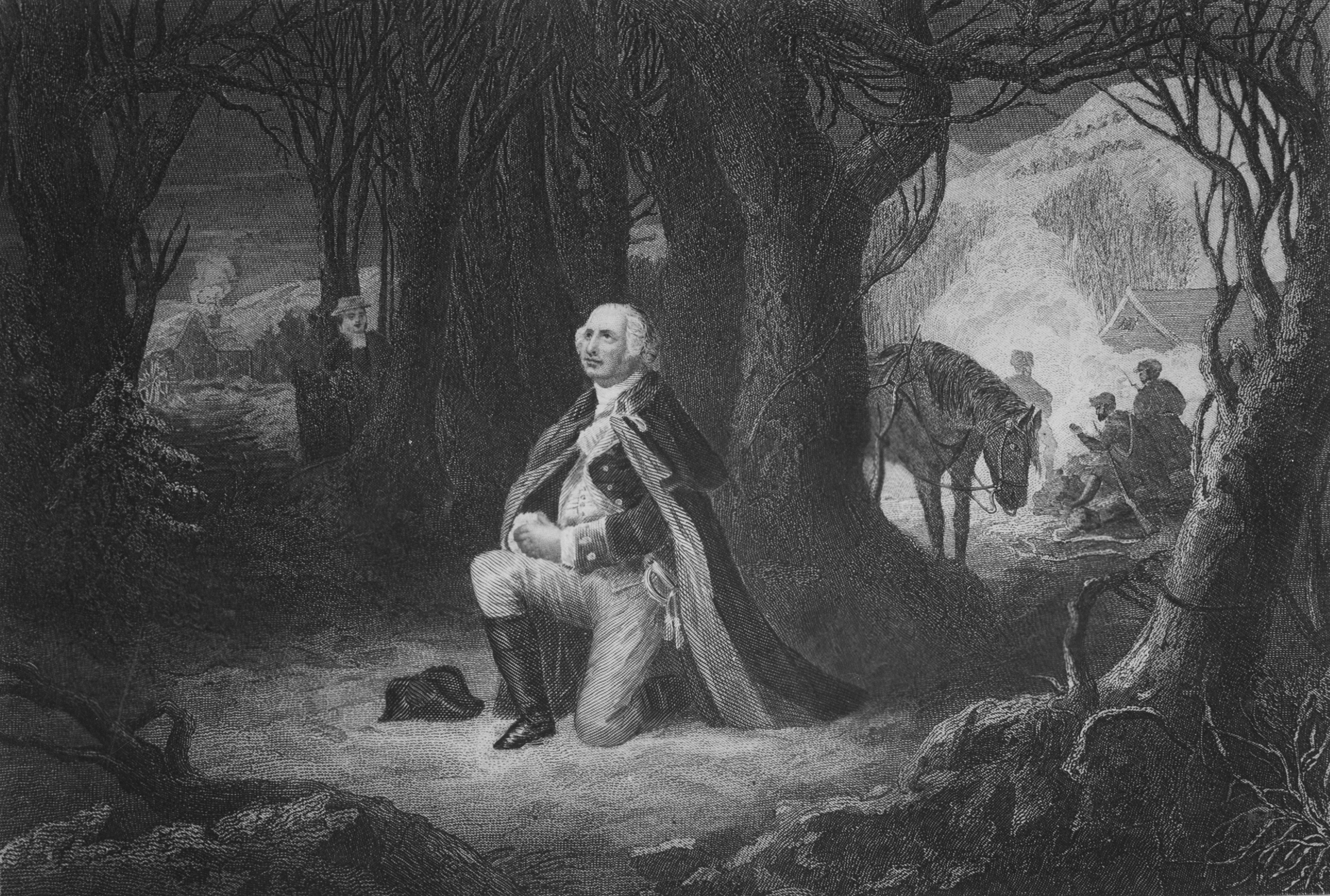
На цій гравюрі 1866 року зображено Вашингтона, який молиться в Веллі-Фордж

### Релігія, мораль і освіта
Однією з найбільш згадуваних частин листа Вашингтона є його рішуча підтримка важливості релігії та моралі для сприяння приватному та суспільному щастю та сприяння політичному процвітанню нації.  Він стверджує, що релігійні принципи сприяють захисту власності, репутації, життя та честі, які є основою справедливості. Він застерігає від віри в те, що моральність нації можна зберегти без релігії:
З усіх схильностей і звичок, які ведуть до політичного процвітання, релігія і мораль є незамінними опорами. Даремно вимагатиме данину патріотизму той, хто намагатиметься підірвати ці великі стовпи людського щастя, ці найміцніші підпори обов'язків людини і громадянина. Простий політик, так само як і побожна людина, повинен їх поважати і плекати. У цьому томі неможливо простежити всі їхні зв'язки з особистим і суспільним щастям. Дозвольте просто запитати: Де безпека для майна, для репутації, для життя, якщо почуття релігійного обов'язку покидає присягу, яка є інструментом розслідування в судах? І давайте з обережністю піддамося припущенню, що моральність може бути збережена без релігії. Як би ми не визнавали вплив рафінованої освіти на уми з особливою структурою, розум і досвід забороняють нам очікувати, що національна мораль може переважати, виключаючи релігійний принцип.
Вашингтон називає релігійні принципи основою цивілізованого суспільства. Він також стверджує, що американський уряд повинен забезпечити «загальне поширення знань»  по всій території Сполучених Штатів; влада створена для того, щоб нав'язувати думку народу, тому думка народу має бути поінформованою та обізнаною.

### Кредит і державні запозичення
Вашингтон надає рішучу підтримку збалансованому федеральному бюджету, стверджуючи, що національний кредит є важливим джерелом сили та безпеки. Він закликає американський народ зберегти національний кредит, уникаючи війни, уникаючи непотрібних запозичень і виплачуючи будь-який національний борг, накопичений під час війни, якомога швидше в мирний час, щоб майбутні покоління не брали на себе фінансовий тягар. . Незважаючи на його застереження уникати боргів, Вашингтон дійсно заявляє про своє переконання, що іноді необхідно витрачати гроші, щоб запобігти небезпекам або війнам, які коштуватимуть дорожче, якщо до них не підготуватися належним чином. У ці часи, стверджує він, необхідно, щоб люди співпрацювали, сплачуючи податки, щоб покрити ці запобіжні витрати. Він підкреслює, наскільки важливо для уряду бути обережним у виборі товарів, які будуть оподатковуватися, але також переконати американський народ, що, як би уряд не намагався, ніколи не буде податку, який не був би незручним і неприємним для тих, хто повинен її платити.

### Зовнішні відносини та вільна торгівля
Вашингтон присвячує значну частину свого прощального звернення обговоренню зовнішніх відносин і небезпек постійних альянсів між Сполученими Штатами та іноземними державами, які він розглядає як зовнішні зв'язки.  Він виступає за політику сумлінності та справедливості по відношенню до всіх націй, знову посилаючись на належну поведінку, засновану на релігійній доктрині та моралі. Він закликає американський народ уникати тривалих дружніх стосунків або суперництва з будь-якою нацією, стверджуючи, що прихильність до інших націй або ворожнеча до них лише затьмарять розсудливість уряду у його зовнішній політиці. Він стверджує, що давні погані стосунки призведуть лише до непотрібних війн через тенденцію завищувати дрібні правопорушення, коли їх здійснюють країни, які вважаються ворогами Сполучених Штатів. Він продовжує цей аргумент, стверджуючи, що альянси можуть втягнути Сполучені Штати у війни, які не мають жодного виправдання та жодної користі для країни, окрім простого захисту прихильної нації. Альянси, попереджає він, часто призводять до поганих відносин із країнами, які відчувають, що до них ставляться не так добре, як до союзників Америки, і загрожують вплинути на американський уряд, щоб він ухвалював рішення, засновані на волі їхніх союзників, а не на волі Америки. Люди.

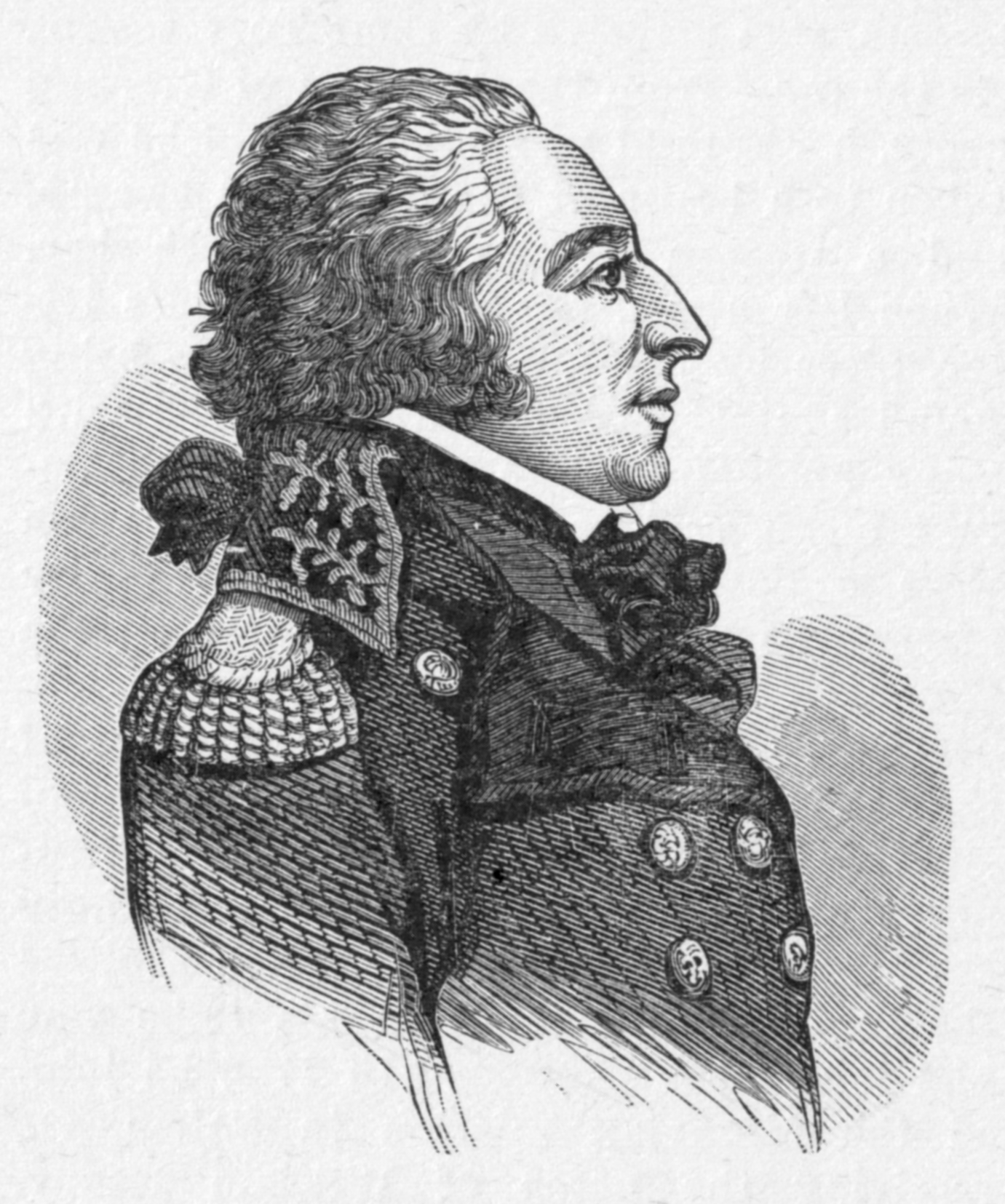
Громадянин Жене був французьким міністром, який втручався в політику США

Вашингтон докладно згадує про небезпеку іноземних держав, які намагатимуться вплинути на американський народ і уряд; нації, які можуть вважатися дружніми, а також нації, які вважаються ворогами, однаково намагатимуться вплинути на уряд, щоб він виконав їх волю. «Справжні патріоти», попереджає він, які «протистоять інтригам» чужих націй, можуть опинитися «підозреними та одіозними» в очах інших, але він закликає людей все одно стійко протистояти таким впливам. Він зображує тих, хто намагається сприяти таким іноземним інтересам, як тих, хто стає «інструментом і обманом» цих націй, крадучи оплески та похвалу своїй країні від «справжніх патріотів», водночас намагаючись «здати» американські інтереси іноземним державам.
Далі Вашингтон закликає американський народ скористатися своїм ізольованим становищем у світі та уникати зв’язків і заплутань у зовнішніх справах, особливо в Європі, які, на його думку, мають мало або зовсім не пов’язані з інтересами Америки. Він стверджує, що для американського народу немає сенсу вплутуватися в європейські справи, коли їх ізольоване становище та єдність дозволяють їм залишатися нейтральними та зосереджуватися на власних справах. Він стверджує, що країна повинна уникати постійних альянсів з усіма іноземними державами, хоча тимчасові альянси під час надзвичайної небезпеки можуть бути необхідними. Він стверджує, що діючі договори слід виконувати, але не продовжувати.
Вашингтон завершує свою зовнішньополітичну позицію, виступаючи за вільну торгівлю з усіма націями, стверджуючи, що торговельні зв’язки повинні встановлюватися природним шляхом, а роль уряду має бути обмежена забезпеченням стабільної торгівлі, захистом прав американських торговців і будь-якими положеннями, необхідними для забезпечення звичайні правила торгівлі.

### Наміри звернення
Вашингтон використовує цю частину звернення, щоб пояснити, що він не сподівається, що його поради справлять якесь велике враження на людей або змінять курс американської політики, але він сподівається, що люди пам’ятають його віддане служіння своїй країні.

### Захист проголошення нейтралітету
Потім Вашингтон пояснює свої міркування проголошення нейтралітету, яке він зробив під час Французької революційної війни, незважаючи на діючий Договір про союз із Францією. Він пояснює, що Сполучені Штати мали право залишатися нейтралітетними в конфлікті і що правильність цього рішення «була фактично визнана всіма» країнами. Справедливість і гуманність вимагали від нього зберігати нейтралітет під час конфлікту, стверджує він, і нейтралітет також був необхідний, щоб дати новому уряду шанс дозріти та набратися достатньої сили, щоб контролювати власні справи.

### Заключні тези
Вашингтон завершує свій лист до американського народу проханням пробачити будь-які невдачі, які могли статися під час його служіння країні, запевняючи їх, що вони були спричинені його власними слабкостями, а жодним чином не були навмисними. Речення висловлюють його хвилювання щодо приєднання до своїх співгромадян-американців як приватного громадянина у вільному уряді, який вони створили разом протягом 45 років його державної служби.

## Спадщина
Прощальна промова Вашингтона вважається одним із найважливіших документів в історії Америки  і основою політичної доктрини Федералістичної партії.
Пізніше Вашингтон прийняв доручення від президента Джона Адамса, незважаючи на його заявлене бажання піти з державної служби, як старшого офіцера Тимчасової армії, сформованої для захисту країни від можливого вторгнення французьких військ під час Квазівійни.  Вашингтон залишився вірним своїм заявам у своїй прощальній промові, незважаючи на те, що витратив місяці на організацію офіцерського корпусу Тимчасової армії, і відхилив пропозиції щодо повернення на державну посаду під час президентських виборів 1800 року . 
Заяви Вашингтона про важливість релігії та моралі в американській політиці та його застереження щодо небезпеки зовнішніх альянсів вплинули на політичні дебати в ХХ столітті  і отримали особливу увагу як порада американського героя.

### Союзи з іноземними державами
Сподівання Вашингтона на те, що Сполучені Штати припинять постійні альянси з іноземними державами, було реалізовано в 1800 році Конвенцією 1800 року, Мортефонтенським договором, який офіційно завершив Договір про альянс 1778 року в обмін на припинення квазівійни та встановлення торгівлі нації найбільшого сприяння . відносини з наполеонівською Францією .  У 1823 році зовнішньополітичні цілі Вашингтона були додатково реалізовані в доктрині Монро, яка обіцяла невтручання в європейські справи до тих пір, поки нації Європи не прагнуть колонізувати або втручатися в нові незалежні латиноамериканські країни Центральної та Південної Америки. Сполучені Штати не вступали в жодні постійні військові альянси з іноземними державами до Північноатлантичного договору 1949 року , який сформував НАТО .

### Читання в Конгресі
Мешканці Філадельфії підписали петицію в січні 1862 року під час Громадянської війни в США з проханням, щоб Конгрес відзначив 130-річчя з дня народження Вашингтона, зачитавши його прощальну промову «в одній чи іншій палаті Конгресу».  Вперше його зачитали в Палаті представників у лютому 1862 року, а до 1899 року читання звернення Вашингтона стало традицією в обох палатах. Палата представників відмовилася від цієї практики в 1984 році , але Сенат продовжує цю традицію. День народження Вашингтона відзначається шляхом вибору члена Сенату для читання звернення вголос у Сенаті, чергуючи політичні партії кожного року, починаючи з 1896 року  Крім того, читачі роблять записи в чорному щоденнику в шкіряній палітурці, який веде секретар Сенату після закінчення. 
Під час оприлюднення Стромом Термондом Закону про громадянські права 1957 року Стром Термонд зачитав прощальну промову Джорджа Вашингтона. 

## У масовій культурі
За словами політичного журналіста Джона Авлона, прощальну промову «колись вважали громадським писанням, передруковували ширше, ніж Декларацію незалежності, але додає, що зараз про неї «майже забули». Він припустив, що вона надовго «затьмарилася в національній пам’яті», поки бродвейський мюзикл «Гамільтон» не повернув її до загальної свідомості в пісні «Останній раз», де Вашингтон і Гамільтон співають рядки з кінця звернення.

## Подальше читання
- Авлон, Джон. Прощання Вашингтона: Попередження батька-засновника майбутнім поколінням (2017) уривок
- Хостетлер, Майкл Дж. «Прощальна промова Вашингтона: відстань як біда і благословення». Риторика та зв'язки з громадськістю (2002) 5#3 стор.: 393–407. онлайн
- Кауфман, Бертон Іра, ред. (1969) Прощальна промова Вашингтона: Погляд з 20-го століття (Книги чотирикутника) есе вчених
- Мелансон, Джеффрі Дж. (2015) Звернення до Америки: прощання Джорджа Вашингтона та створення національної культури, політики та дипломатії, 1796–1852 (Видавництво Kent State University Press, 2015). х, уривок 253 с
- 0-8476-8261-7